# Roman Janta-Połczyński (1849–1916)
Roman Teodor Janta-Połczyński (pseudonim Roman Bończa, ur. 27 marca 1849 w Wielkiej Komorzy koło Tucholi, zm. 30 września 1916 w Sopocie) – polski działacz polityczny i gospodarczy, właściciel majątku rycerskiego, kompozytor, publicysta.

## Życiorys
Był synem Stanisława i Natalii z Grąbczewskich. Był żonaty z Anną Wałdowską. Miał córkę Marię i syna Romana Mieczysława.
Początkowo kształcił się w domu. W latach 1859–1868 uczył się w gimnazjum realnym w Poznaniu. W latach 1868–1869 studiował teorię muzyki i kompozycji w Dreźnie. Po studiach zajmował się rolnictwem w swoich majątkach i posiadłościach oraz podróżował po Europie. Relacje z wypraw publikował w prasie i reportażach pod pseudonimem Roman Bończa (Listy z podróży 1888, Listy z Włoch 1890). Reportaże w prasie dotyczył głównie sztuki europejskiej. Był przewodniczącym stowarzyszeń rolniczych w powiecie wągrowieckim.
Publikował artykuły z dziedziny gospodarki i oświaty między innymi w Dzienniku Poznańskim i Gazecie Gdańskiej. Współpracował również z Wartą i Ziemianinem. W 1904 roku współtworzył Towarzystwo Wydawnicze „Gazeta Gdańska”.
Do Romana Janty-Połczyńskiego należały majątki rycerskie w Michorowie, Mątkach i Żabiczynie. W Żabiczynie osiadł w 1873 roku. W 1903 roku kupił dom w Sopocie.
W latach 1890–1911 (według innego źródła do 1912) był posłem do Reichstagu Cesarstwa Niemieckiego. Startował z okręgu wyborczego Kartuzy-Wejeherowo (niem. Karthaus-Neustadt) do Koła Polskiego. W Kole Polskim sprawował stanowisko sekretarza. Współzakładał wejherowską spółkę handlową „Merkury” i gdańskie Towarzystwo „Jedność, zrzeszające polskich robotników i rzemieślników”. Współpracował z ruchem młodokaszubskim i wspierał powstanie Towarzystwa Młodokaszubów w 1912 roku. Po tragicznej śmierci Ignacego Cyry, w 1915 roku Janta-Połczyński został prezesem Towarzystwa Młodokaszubów. Wspierał powstanie Muzeum Kaszubsko-Pomorskiego w Sopocie.
Był członkiem Towarzystwa Pomocy Naukowej dla Młodzieży Wielkiego Księstwa Poznańskiego, Towarzystwa Pomocy Naukowej w Chełmnie, Towarzystwa Naukowego w Toruniu, Poznańskiego Towarzystwa Przyjaciół Nauk oraz Towarzystwa Kupców i Towarzystwa Przemysłowego w Wągrowcu, gdzie pełnił stanowisko honorowego prezesa.
Wydał drukiem kilka własnych utworów na śpiew i fortepian.
Zmarł 30 września 1916 roku w Sopocie. Został pochowany w Dąbrówce. W testamencie zapisał Towarzystwu Młodokaszubów 10 tysięcy marek niemieckich.

## Upamiętnienia
W 1981 roku przy ulicy Grunwaldzkiej 19 w Sopocie odsłonięto tablicę upamiętniającą Romana Jantę-Połczyńskiego. 